# Национальный авиационный университет (станция скоростного трамвая)
«Национальный авиационный университет» (бывш. «Гарматная»; укр. «Національний авіаційний університет») — станция линии скоростного трамвая в Киеве, расположена между станциями «Героев Севастополя» и «Индустриальная». Открыта в 70-е годы XX века. Названа по расположенному вблизи университету. До 1 ноября 2003 года называлась «Гарматная» (по близлежащей улице).
10 октября 2008 года участок «Политехническая» — «Ивана Лепсе» был закрыт на реконструкцию. Станция планировалась к открытию 16 октября 2010 года, но не была открыта из-за неготовности станции принимать пассажиров. Открытие станции для пассажиров состоялось 25 октября 2010 года.
Станция была закрыта на реконструкцию с 6 февраля до 31 марта 2011 года.

## Галерея

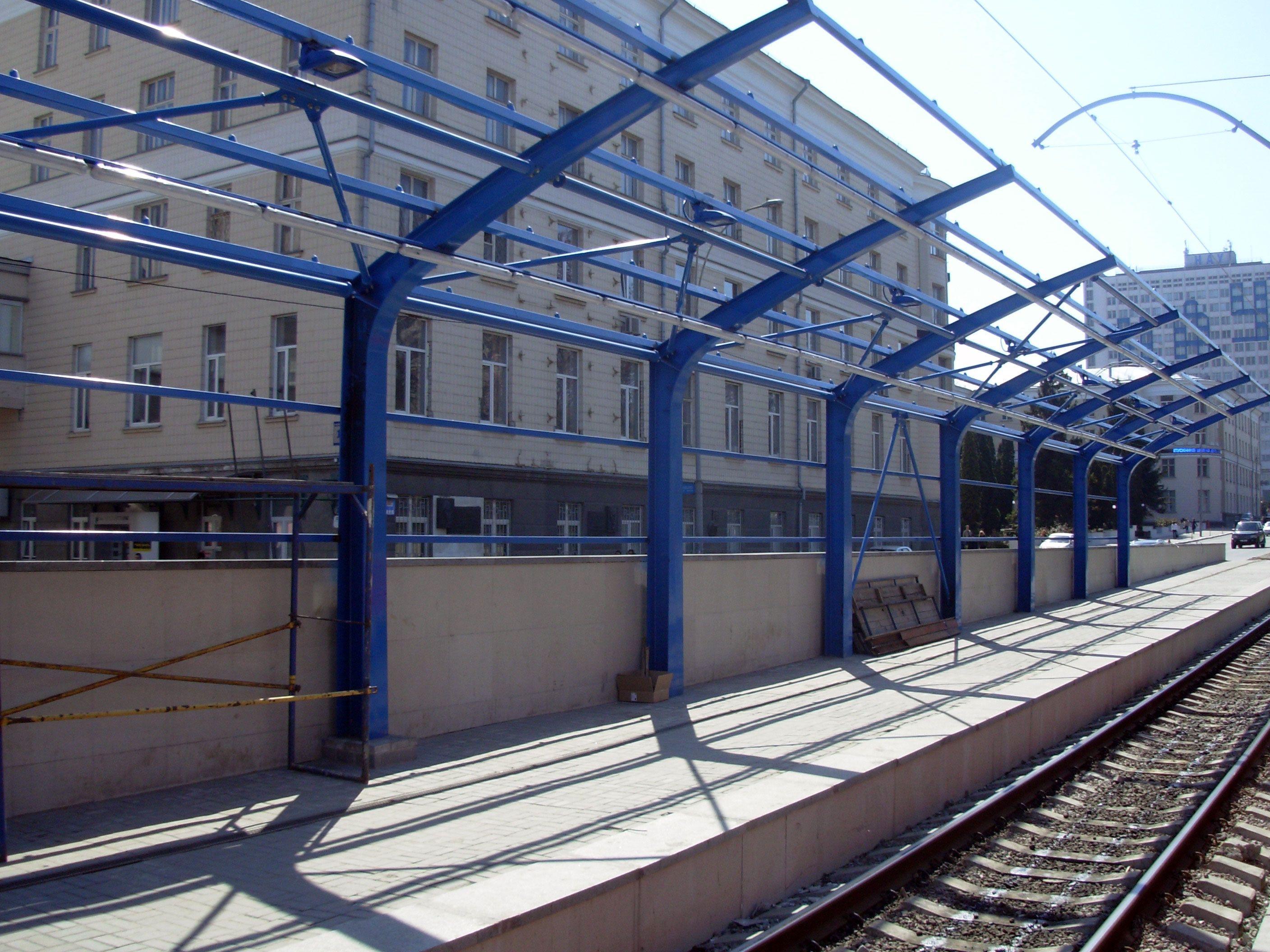
Посадочная платформа
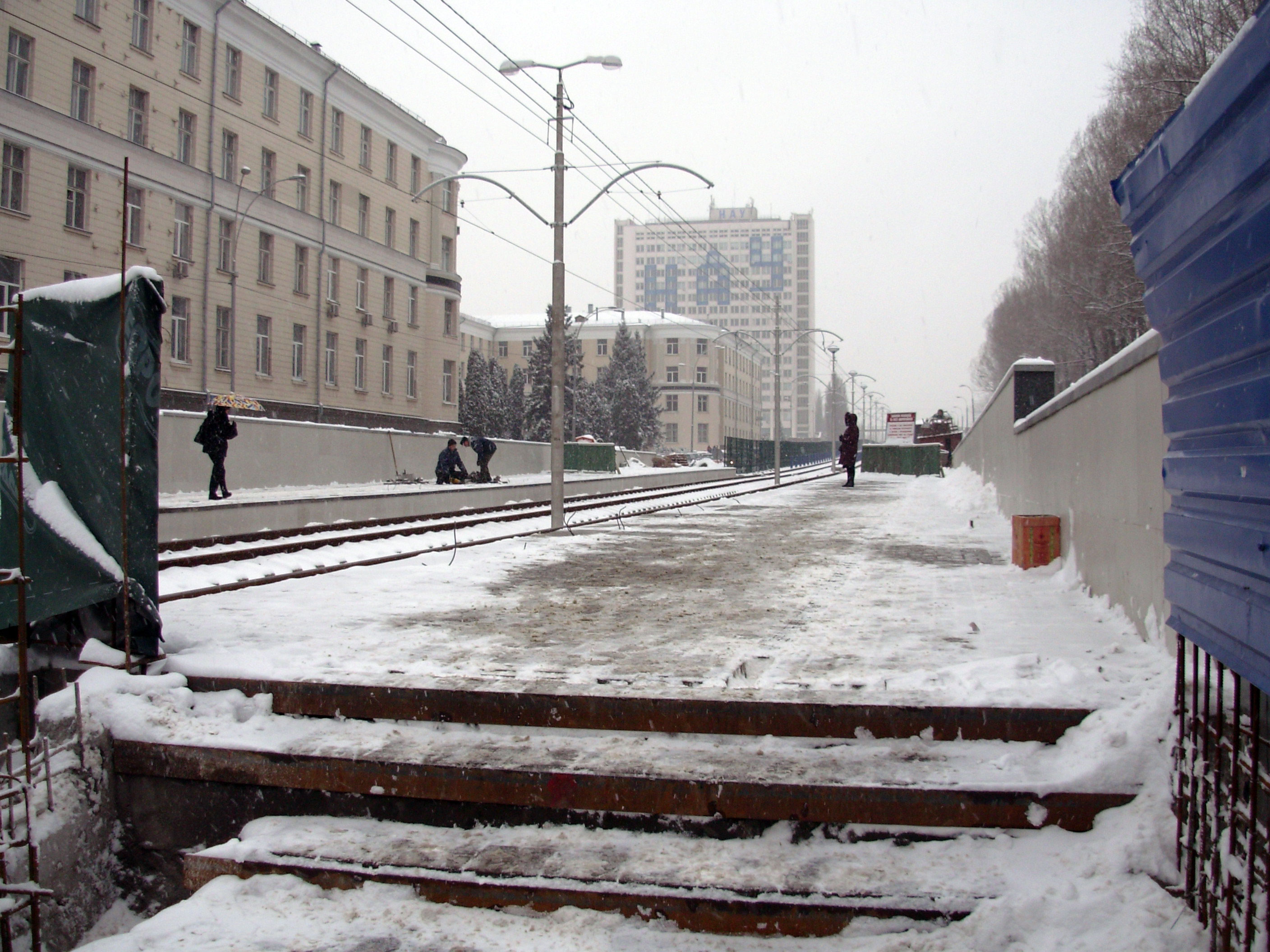
Платформы станции, 2010
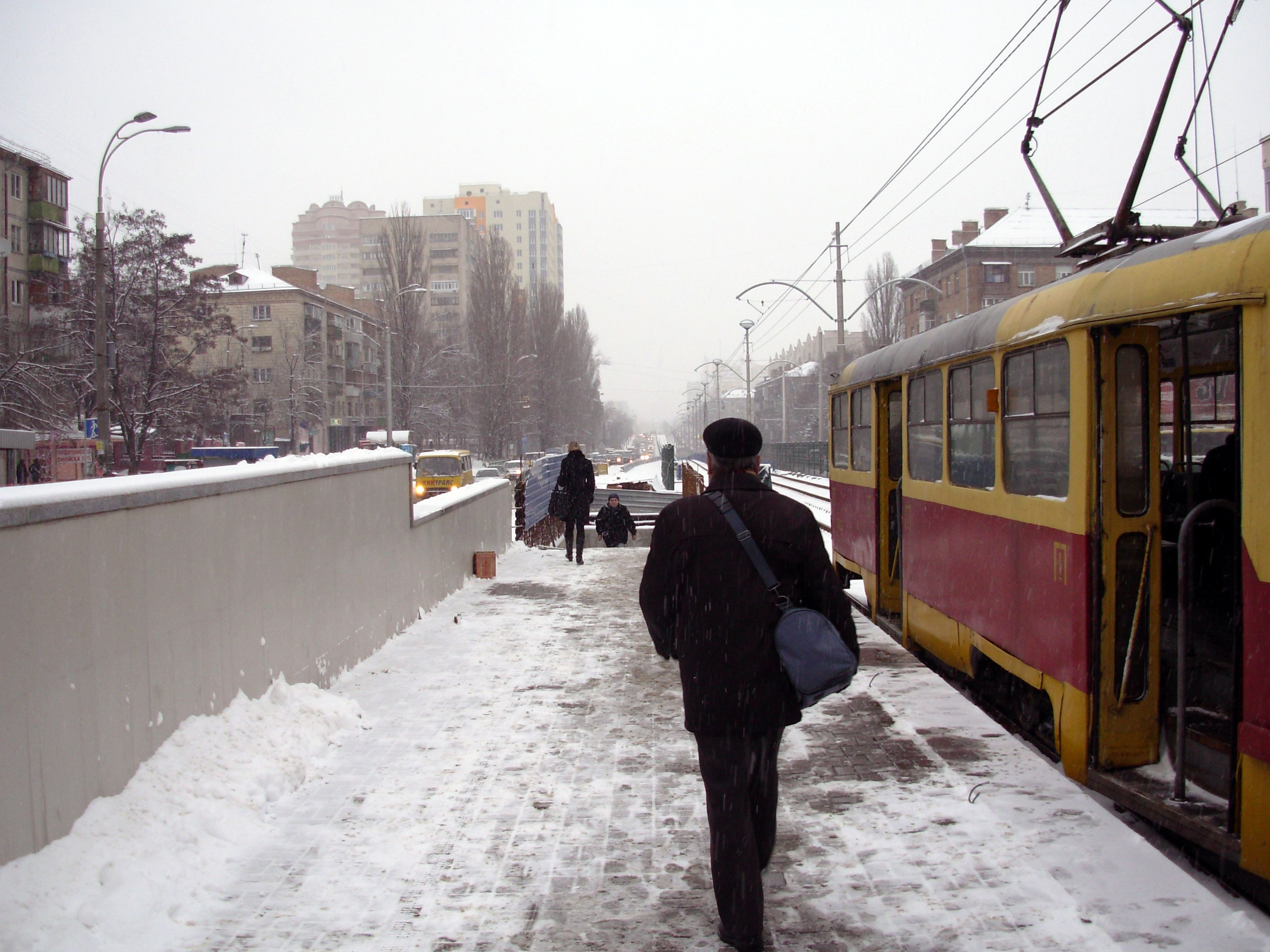
Посадочная платформа, 2010
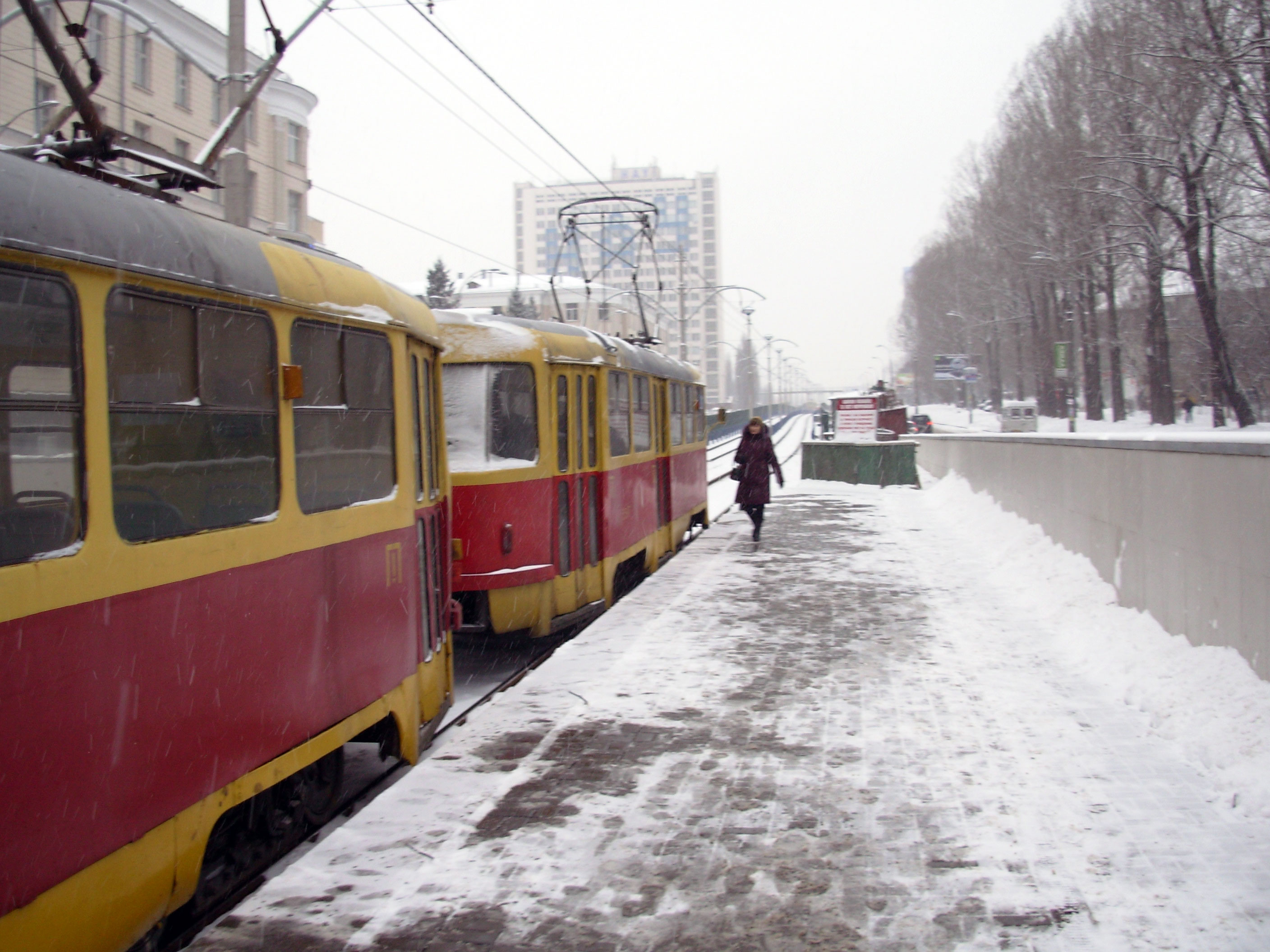
Посадочная платформа, 2010
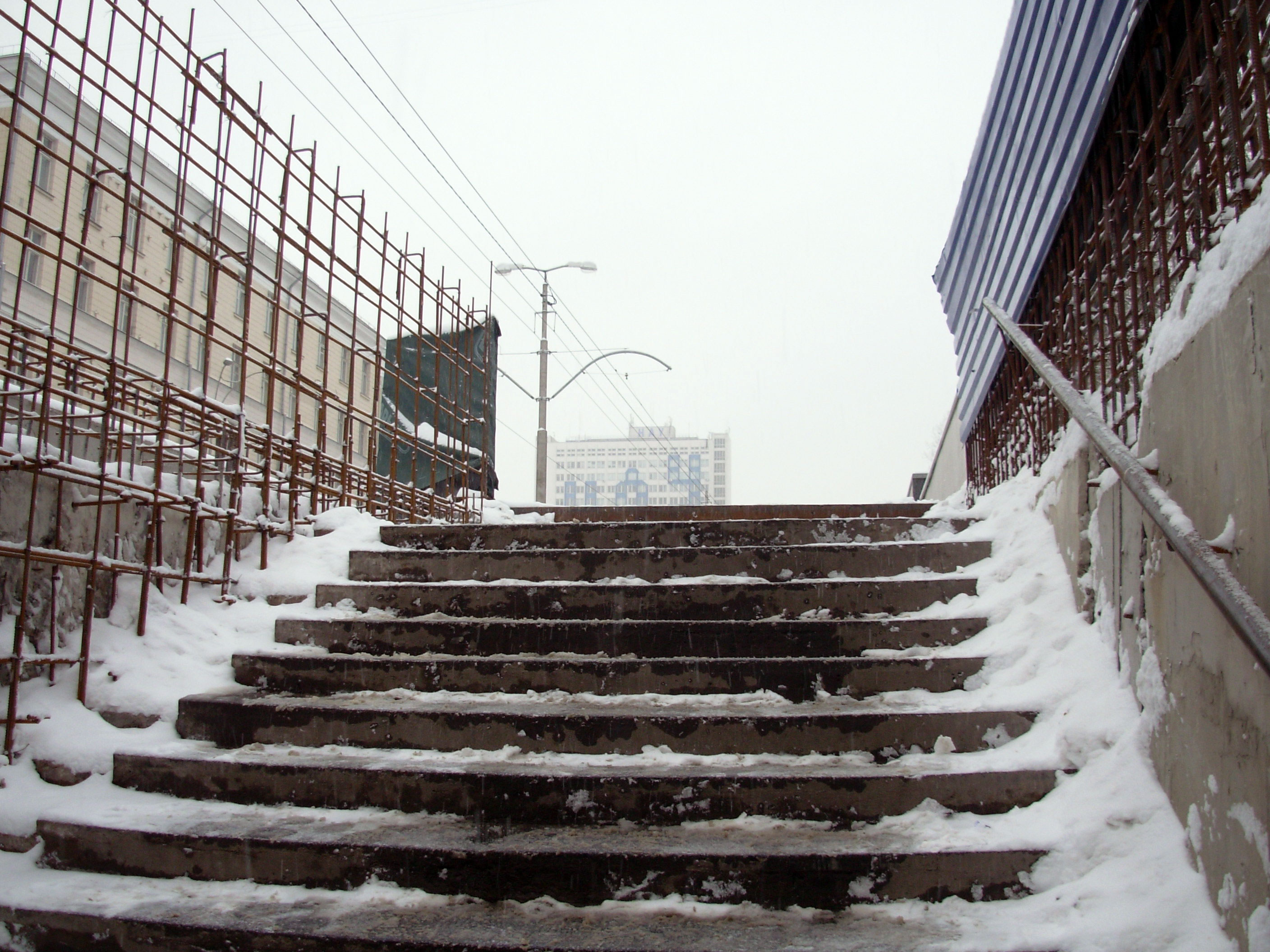
Выход на станцию из подземного перехода, 2010
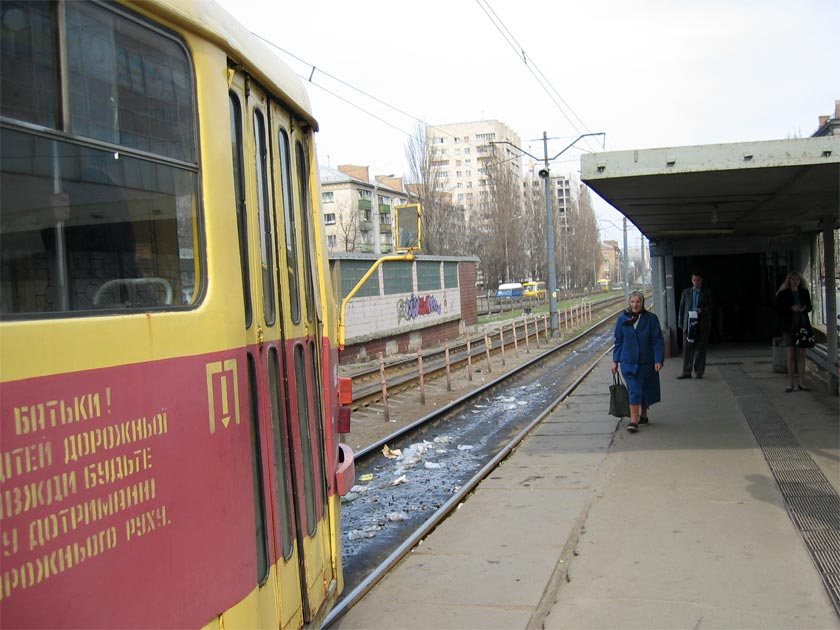
Платформа станции до реконструкции, 2005
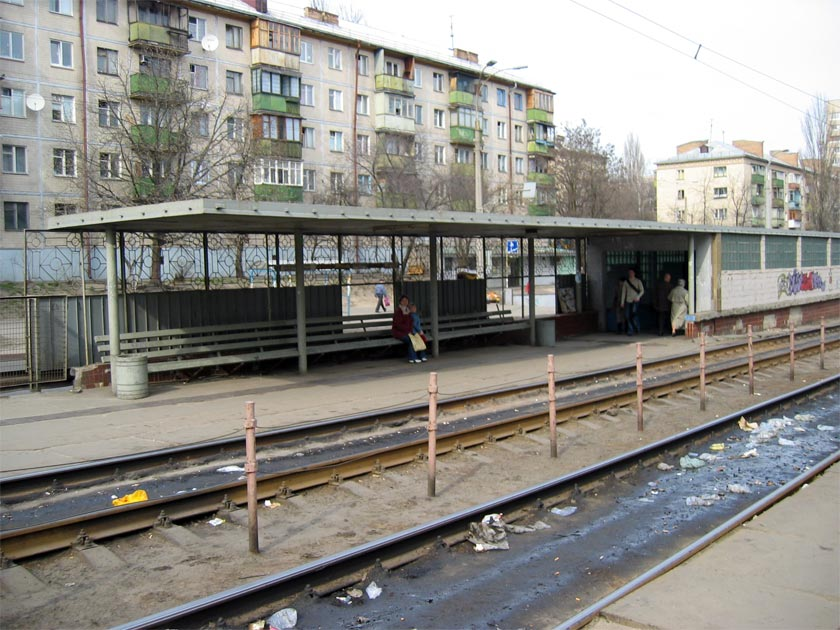
Посадочная платформа, 2005
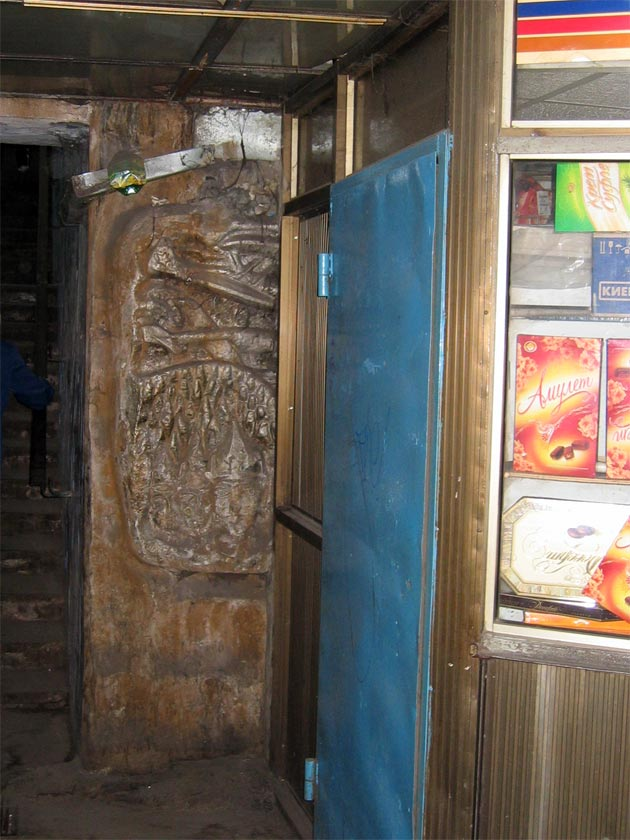
Фрагмент мозаики в подземном переходе, 2005
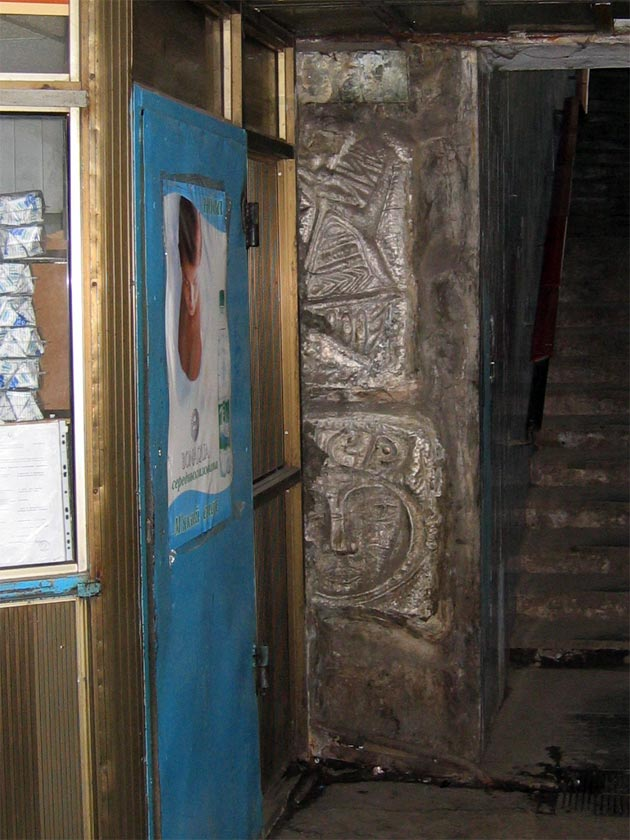
Фрагмент мозаики в подземном переходе, 2005